# Конрад Штеелі
Конрад Штеелі (нім. Konrad Stäheli; 17 грудня 1866 року, Егнах — 5 листопада 1931 року, Санкт-Галлен) — швейцарський стрілець, триразовий чемпіон Літніх Олімпійських ігор 1900 і 41-разовий чемпіон світу.

## Літні Олімпійські ігри 1900
На літніх Олімпійських іграх 1900 в Парижі Штеелі взяв участь у змаганнях зі стрільби з пістолета і гвинтівки.  В одиночному пістолетному змаганні він посів 3 місце, набрав 453 бали і виграв бронзову медаль. В командному змаганні, його команда посіла перше місце, вигравши золоті медалі.
В стрільбі з гвинтівки стоячи Штеелі посів 14-те місце з 272 балами, з коліна 1-ше місце з 324 балами, виграв свою другу золоту медаль, а в стрільбі лежачи посів  23-тє місце з 285 балами. В стрільбі з трьох положень, в якій всі раніше набрані бали складались в одно, він посів 9-те місце. В командному змаганні його команда посіла перше місце, здобувши золоті медалі.

## Літні Олімпійські ігри 1906
На неофіційних Олімпійських іграх 1906 в Афінах Штеелі став дворазовим чемпіоном в стрільбі з цільової гвинтівки з коліна і серед команд. Він також здобув срібні нагороди в стрільбі з трьох положень і з цільової позиції і бронзову медаль в стрільбі лежачи. Але ці п'ять медалей не признаються МОКом, і вони не є офіційними.

## Чемпіонат світу
Штеелі брав участь в чемпіонатах світу з 1898 по 1914. Він став 41-разовим чемпіоном, 17-разовим срібним і 11-разовим бронзовим призером як і в індивідуальних змаганнях, так і в командних.